# Lorisa Oorzhak
Lorisa Biurbiuyevna Oorzhak –en ruso, Лориса Бюрбюевна Ооржак– (Jandagaity, 10 de agosto de 1985) es una deportista rusa de origen tuvano que compite en lucha libre. Ganó dos medallas de plata en el Campeonato Mundial de Lucha, en los años 2009 y 2010, y tres medallas de oro en el Campeonato Europeo de Lucha entre los años 2005 y 2010.
Participó en los Juegos Olímpicos de Atenas 2004, quedando en quinto lugar en la categoría de 48 kg.

## Palmarés internacional
| Campeonato Mundial | Campeonato Mundial  | Campeonato Mundial | Campeonato Mundial |
| Año                | Lugar               | Medalla            | Categoría          |
| ------------------ | ------------------- | ------------------ | ------------------ |
| 2009               | Herning (Dinamarca) | Medalla de plata   | 48 kg              |
| 2010               | Moscú (Rusia)       | Medalla de plata   | 48 kg              |
| Campeonato Europeo |                     |                    |                    |
| Año                | Lugar               | Medalla            | Categoría          |
| 2005               | Varna (Bulgaria)    | Medalla de oro     | 48 kg              |
| 2007               | Sofía (Bulgaria)    | Medalla de oro     | 48 kg              |
| 2010               | Bakú (Azerbaiyán)   | Medalla de oro     | 48 kg              |